# Charles Wakefield Cadman
Charles Wakefield Cadman (Johnstown, 24 dicembre 1881 – 30 dicembre 1946) è stato un compositore, critico musicale e giornalista statunitense.
Per 40 anni ha lavorato a stretto contatto con Nelle Richmond Eberhart, che ha scritto la maggior parte dei testi alle sue canzoni, tra cui Four American Indian Song. Ha anche scritto i libretti per le sue cinque opere, due delle quali basate su temi indiani. Ha composto in un'ampia varietà di generi.

## Biografia
L'educazione musicale di Cadman, a differenza di quella della maggior parte dei suoi contemporanei americani, era completamente americana. Nato a Johnstown, in Pennsylvania, iniziò le lezioni di pianoforte a 13 anni. Alla fine, si recò nella vicina Pittsburgh dove studiò armonia, teoria e orchestrazione con Luigi von Kunits ed Emil Paur, allora rispettivamente primo violino e direttore della Pittsburgh Symphony Orchestra. Questa fu lè stata l'insieme della sua formazione formale, anche se si dice che sia stato anche allievo di Anna Priscilla Risher.
All'età di diciotto anni lavorava come impiegato in un ufficio ferroviario a Homestead, anch'esso nel paese dell'acciaio. Da un lato aveva continuato a scrivere musica. Nel 1902 incontrò la vicina Nelle Richmond Eberhart e apprese che era interessata alla musica.
Cominciarono a lavorare insieme, lei scrisse il testo e lui la musica per il loro primo pezzo, un inno per il quale vennero pagati un dollaro e mezzo. Iniziò la loro collaborazione e continuò per 40 anni.
Nel 1908 Cadman fu nominato editore musicale e critico del Pittsburgh Dispatch. Fu fortemente influenzato dalla musica dei nativi americani, che aveva studiato, soprattutto attraverso il lavoro degli etnologi Alice Fletcher e Francis La Flesche (Omaha). Avevano studiato l'Omaha e registrato la loro musica e le loro storie.
Dopo aver pubblicato diversi articoli sulla musica degli indiani d'America, Cadman diventò uno dei massimi esperti in materia. Nel 1908 iniziò a fare tournée per presentare conferenze conosciute come "Indian Talk", o "Indian Music Tour", accompagnate dall'esecuzione di musica dei nativi americani e dalle sue stesse composizioni. Tsianina Redfeather (Creek/Cherokee), annunciata come "Princess Redfeather", si esibì come cantante in alcuni dei suoi tour. La sua canzone caratteristica era "From the Land of the Sky-Blue Water'" di Cadman. Un'altra canzone del genere era "At Dawning", che divenne ampiamente nota negli anni '20. Cadman è stato in tournée negli Stati Uniti e in Europa per 25 anni per presentare questa conferenza.
Cadman attinse dalle canzoni Omaha e Irochesi per le sue Quattro canzoni degli indiani d'America, op. 45, che divenne il suo primo successo commerciale nel 1909. In ciò fu aiutato dall'esecuzione di queste canzoni dal noto soprano Lillian Nordica, che era in una tournée di concerti. Nell'estate del 1909 si recò in Nebraska per studiare la musica e gli strumenti tradizionali delle tribù Omaha e Winnebago del Nebraska. Viveva con le persone nelle loro riserve, imparando a suonare i loro strumenti.
Durante il suo viaggio a ovest incontrò Francis La Flesche, un etnologo di Omaha che stava lavorando con la Smithsonian Institution negli studi dei popoli Omaha e Osage. Cadman lo aiutò a fare registrazioni su cilindri di cera delle canzoni tradizionali. Queste opere sono ora detenute dalla Biblioteca del Congresso e circa 60 canzoni sono disponibili online. Cadman ha estratto dalle registrazioni di La Flesche ed era anche interessato alle sue storie raccolte da questi popoli.
Quell‘anno iniziarono a lavorare in un'opera; Cadman aveva già iniziato ad estrarre le melodie da tre collezioni stampate di musica Omaha e Pawnee pubblicate dall'etnologa Alice Cunningham Fletcher, che lavorava anche lei con lo Smithsonian. Le canzoni furono trascritte o armonizzate da altri.
Cadman e la Eberhart lavorarono a stretto contatto con La Flesche per posta e ha lui continuò a fornire a Cadman melodie Omaha per l'opera. Non era loro permesso usare le melodie che La Flesche aveva raccolto per un rapporto non ancora pubblicato per lo Smithsonian. Insieme alla librettista Nelle Richmond Eberhart, Cadman e La Flesche lavorarono insieme per altri tre anni per creare un'opera basata sulle storie e sulla musica di Omaha. Cadman fece occasionali tour di musica indiana per raccogliere fondi per il progetto. Si trasferì a Denver nel 1911.
Cadman completò la musica per Da O Ma (1912) e cercò un locale per la rappresentazione, ma non fu mai prodotta o pubblicata. Fu rifiutato dalla Boston Opera Company, la White-Smith Music Publishing Company, che aveva pubblicato numerose canzoni di Cadman e il Metropolitan Opera. Nel corso del loro lavoro, la squadra aveva cambiato l'opera da un'ambientazione Omaha a Sioux (Lakota/Dakota). Cadman ottenne una certa distribuzione per questa musica: selezioni dell'opera furono pubblicate da White-Smith nel 1917 come suite per pianoforte e da Boosey nel 1920 come suite orchestrale.
Nel 1915 Cadman fu nominato membro onorario nazionale della confraternita musicale Phi Mu Alpha Sinfonia.
Cadman e la Eberhart iniziarono un altro progetto con La Flesche, ma lui si ritirò a causa delle differenze. Hanno collaborato con Tsianina Redfeather Blackstone, una cantante Muscogee/Cherokee che si era esibita con Cadman in tournée. Lei fornì gran parte della trama per il libretto di The Robin Woman (Shanewis), basato sui problemi contemporanei dei nativi americani. L'opera fu prodotta dalla Metropolitan Opera di New York nel 1918 e, insolitamente, fu rappresentata per due stagioni simultanee.
Era molto popolare negli anni '20, eseguita anche a Denver e Los Angeles. La Redfeather fece il suo debutto operistico nel ruolo principale in uno spettacolo del 1924 a Denver e la cantò anche a Los Angeles nel 1926.
Alcuni studiosi ritengono che il coinvolgimento di Cadman con il cosiddetto Movimento indiano nella musica americana abbia portato alcuni critici a non giudicare le sue opere in base ai propri meriti. Sebbene le sue opere e simili fossero popolari all'inizio del XX secolo, da allora sono cadute in disgrazia.

### Los Angeles

Nelle Richmond Eberhart e Charles Wakefield Cadman, con un gatto, in una pubblicazione del 1916.

Negli anni '20 Cadman si trasferì a Los Angeles, in California. Contribuì a fondare l'Hollywood Bowl Orchestra e spesso si è esibito lì come pianista solista. La sua opera Shanewis vi fu rappresentata nel 1926.
È stato coinvolto negli studi cinematografici, scrivendo le colonne sonore di diversi film. Questi includevano The Sky Hawk (1929), Captain of the Guard (1930), un musical ambientato durante la Rivoluzione francese; Women Everywhere eHarmony at Home, tutti film d'epoca pre-codice. Insieme al russo-americano Dimitri Tiomkin, Cadman era considerato uno dei migliori compositori di film di Hollywood dell'epoca.
Ma Cadman prima di tutto era un compositore serio che scriveva per quasi tutti i generi. Le sue opere di musica da camera sono generalmente considerate tra le sue migliori. Ha introdotto elementi di musica ragtime nel formato di musica classica, anticipando Gershwin, Stravinskij  e Milhaud, tra gli altri. Il suo Trio per pianoforte op. 56, composto nel 1913, attirò l'attenzione e il plauso della critica per le sue innovazioni.
La sua opera The Sunset Trail (1922) faceva parte del repertorio itinerante della American Opera Company di Vladimir Rosing.
The Pageant of Colorado , un concorso storico con musica composta da Cadman su libretto di Lillian White Spencer, fu prodotto a Denver, in Colorado, nel maggio 1927. Il drammaturgo e sceneggiatore Percy Jewett Burrell, un collega della confraternita di Cadman, diresse la produzione.

## Opere scelte
Opere ed operette
- The Land of the Misty Waters or Da O Ma (1912)
- Shanewis or The Robin Woman (1918)
- The Sunset Trail (1922)
- The Garden of Mystery (1925, da Rappaccini's Daughter)
- The Ghost of Lollypop Bay (1926)
- Lelawala (1926)
- A Witch of Salem (1926)
- The Belle of Havana (1928)
- South of Sonora (1932)
- The Willow Tree, Radio Opera (1932)
- Ramala, revisione di The Land of the Misty Waters (non eseguita)

Canzoni d'arte indo-americane

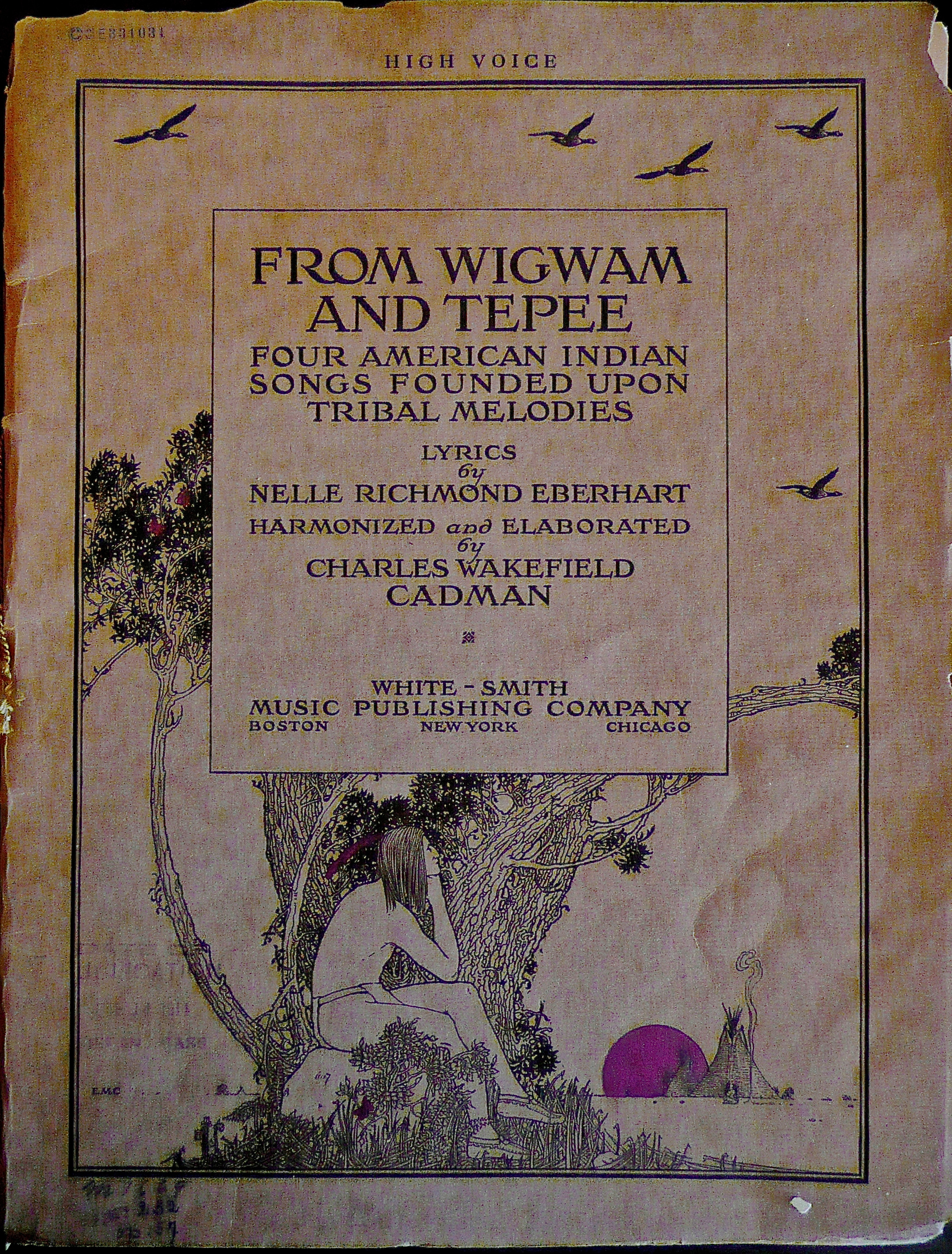
Da Wigwam e Teepee - Quattro canzoni indiane americane fondate su melodie tribali

- From Wigwam and Teepee, Op. 57 (anche nota come Four American Indian Songs); parole di Nelle Richmond Eberhart; Edwin H. Morris editore, 1914

1. "The Place of Breaking Light"
2. "From the Long Room of the Sea"
3. "Ho, Ye Warriors on the Warpat"
4. "The Thunderbirds Come from the Cedars"

- "The Doe-Skinned Blanket"; parole di Cecil Fanning; Edwin H. Morris editore, 1919
- "From the Land of the Sky-Blue Water", Op. 45 No. 1; words by Nelle Richmond Eberhart; White-Smith Music Publishing Co., 1909
- Her Shadow (Ojibway Canoe Song); parole di Frederick R. Burton; Edwin H. Morris editore, 1918
- He Who Moves in the Dew; parole di Nelle Richmond Eberhart; Edwin H. Morris editore, 1916
- I Found Him on the Mesa; parole di Nelle Richmond Eberhart; Edwin H. Morris editore, 1913
- The New Trail (Indian Duet); parole di Nelle Richmond Eberhart; Edwin H. Morris editore, 1928

Altre canzoni d'arte
300 canzoni totali, comprese:
- At Dawning Op.29.1 (1906)
- It Is Morning Again (autore ignoto), editore G. Schirmer
- Joy (autore ignoto), editore G. Schirmer
- The Moon Behind the Cottonwood parole di Nelle Richmond Eberhart,[12] editore G. Schirmer
- A Moonlight Song (autore ignoto), editore G. Schirmer
- Sayonara
- Welcome! Sweet Wind (autore ignoto), editore G. Schirmer
- The Willow Wind
- Could Roses Speak Op.26.1 (1906)

Orchestra
- Thunderbird Suite (1914)
- The Feather of the Dawn (1923)
- To a Vanishing Race (1925)
- Oriental Rhapsody (1929)
- Dark Dancers of Mardi Gras (1933)
- Trail Pictures Suite (1934)
- American Suite (1936)
- Suite on American Folksongs (1937)
- Pennsylvania Symphony in mi minore (1939)
- Aurora Borealis (1944)

Concerti
- A Mad Empress Remembers per violoncello solista e orchestra (1944)

Musica da camera
- String Quartet (1917)
- To a Vanishing Race for 2 violini, viola, violoncello e contrabbasso (pubblicato nel 1917)
- Piano Trio in D major, Op. 56 (1913)
- Sonata per violino e piano (1937)
- Piano Quintet in sol minore (1937)
- A Mad Empress Remembers per violoncello e piano (1944)

Musica per organo
- Meditation in Re bemolle (1904)
- Legend in Fa, Op. 30 n. 1 (1906)
- Caprice in Sol, Op. 30 n. 2 (1906)